# Димитрова, Блага Николова
Блага Николова Димитрова (болг. Блага Николова Димитрова; 2 января 1922, Бяла-Слатина — 2 мая 2003, София) — болгарская писательница, поэтесса, переводчица, литературный критик. Политик. Государственный деятель, вице-президент Болгарии (22 января 1992 — 6 июля 1993).
Лауреат Димитровской премии.

## Биография
По учёбы в классической гимназии в Софии (1941), в 1945 году окончила факультет славянской филологии Софийского университета, затем Литературный институт им. М. Горького в Москве, где защитила кандидатскую диссертацию на тему «Влияние Маяковского на болгарскую поэзию» (1951).
Много лет работала редактором в различных газетах, журналах и издательствах. Работала на кафедре свободного поэтического общества. Занималась переводами.
Была замужем за писателем и политиком Йорданом Василевым.

## Творчество
Печататься начала школьницей в 1938 году в различных газетах и журналах. Автор стихов, прозы, путевых заметок, серии документальных книг о Вьетнаме, критических и биографических исследований.
Роман «Лицо» (1981), в котором идеалы антифашистской борьбы противопоставлялись социалистической реальности, был изъят из книжных магазинов и оставался 9 лет под запретом.
В 1987—1989 гг. из-за диссидентства Б. Димитровой была запрещена публикация её произведений.

## Политическая и общественная деятельность
В 1988 году Блага Димитрова была одним из основателей нескольких неправительственных организаций, в том числе, Комитета по охране окружающей среды Русе и Клуба за гласность и реконструкцию. Позже принимала участие в руководстве Федерации демократических клубов в Союзе демократических сил Болгарии, Фонда «Открытое общество».
Депутат Народного собрания Болгарии.
Вице-президент Республики Болгария в 1992—1993 годах. Оставила свой пост из-за несогласия с действиями президента Желю Желева.

## Награды
- Орден «Стара планина» 1-й степени (7 января 2002 года) — за выдающиеся достижения в области поэзии и беллетристики и к 80-летию со дня её рождения[10]
- Димитровская премия
- Премия имени Христо Данова
- Премия польского ПЕН-клуба за перевод произведений А. Мицкевича (1977),
- Премия А. Лундквиста за переводы шведской поэзии,
- Премия Гердера (1991).

Умерла после серьёзной онкологической болезни и тяжелого инсульта.